# 45595 Inman
45595 Inman è un asteroide della fascia principale. Scoperto nel 2000, presenta un'orbita caratterizzata da un semiasse maggiore pari a 3,0085279 au e da un'eccentricità di 0,1051790, inclinata di 3,18040° rispetto all'eclittica.
L'asteroide è dedicato all'attore britannico Frederick John Inman.